# Osthafen (metrostation)
Osthafen is een voormalig station van de metro van Berlijn. Het metrostation bevond zich aan het oostelijke uiteinde van de Oberbaumbrücke over de Spree, nabij de Osthafen. Station Osthafen werd op 18 februari 1902 geopend onder de naam Stralauer Tor en was onderdeel van de eerste Berlijnse metrolijn, tegenwoordig U1. Aangezien station Warschauer Brücke pas op 17 augustus 1902 in gebruik kwam, was Stralauer Tor gedurende een half jaar het voorlopige eindpunt van de lijn. In 1924 kreeg het station de naam Osthafen.
Station Osthafen had een standaardontwerp van ijzer en glas van het ontwerpbureau van metrobouwer Siemens & Halske. Tijdens de Tweede Wereldoorlog werd het station op 10 maart 1945 verwoest en na de oorlog werd het afgebroken. Vanwege de zeer korte afstand (ca. 350 m) tot station Warschauer Brücke besloot men het metrostation niet te herbouwen.

## Externe link

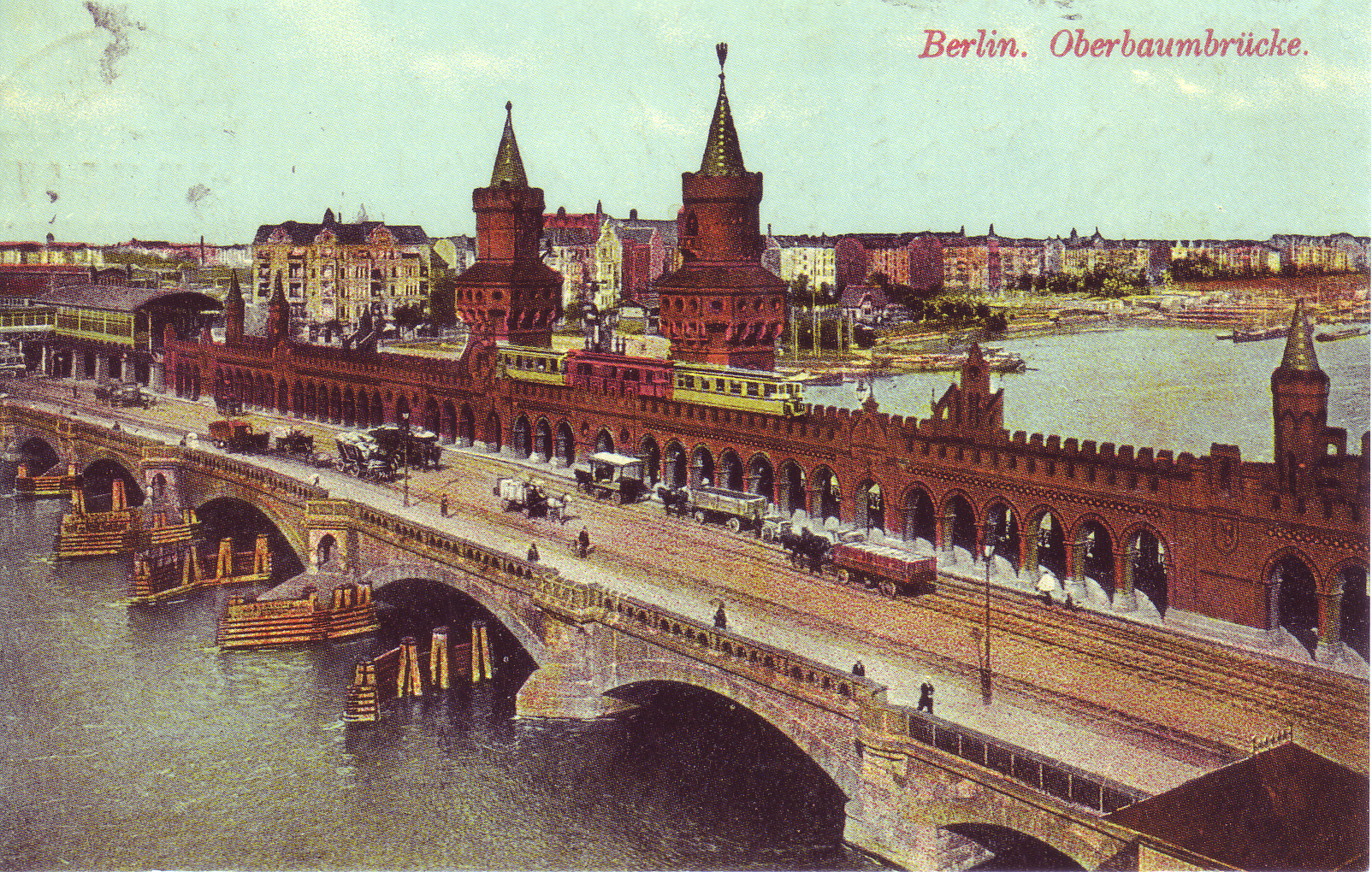
Oberbaumbrücke en metrostation Stralauer Tor (links op de achtergrond), begin 20e eeuw